# TeleHit Música
Telehit Música (anteriormente Ritmoson, abreviado para RMS e TeleHit Urbano) é um canal de televisão por assinatura latino-americano de origem mexicana, focado na transmissão de música. Foi lançado em 30 de abril de 1994 sob o nome de Ritmoson, é propriedade da TelevisaUnivision e operado pela Televisa Networks. Além do seu canal de transmissão, a RMS sediou o Orgullosamente Latino Awards.
Desde o início de suas transmissões em abril de 1994 até março de 2019, Ritmoson (Ritmoson Latino e RMS) exibia em sua programação vídeos musicais de gêneros urbanos como reggaeton, rap, hip hop e trap, além de música regional mexicana e ritmos latino-americanos como salsa, bachata e merengue, e, por fim, pop e rock. Em 4 de março de 2019, o canal mudou seu nome para Telehit Urbano, mantendo seus gêneros.
Em 14 de setembro de 2020, passou a se chamar Telehit Música.
A TelevisaUnivision também distribui o canal nos Estados Unidos.